# Chikara Tanabe
Chikara Tanabe (n. 20 aprilie 1975, Iwanai⁠(d), Prefectura Hokkaidō, Japonia) este un luptător ce a reprezentat Japonia, medaliat olimpic. A participat la o ediție a Jocurilor Olimpice (2004) în care a câștigat o medalie de bronz.